# Webb Miller
Cub Webb Miller (10 de febrer de 1891 - 7 de maig de 1940) fou un periodista i corresponsal de guerra nord-americà. Va cobrir l' Expedició Pancho Villa, la Primera Guerra Mundial, la Guerra Civil espanyola, la invasió italiana d'Etiòpia, la Guerra Falsa i la Guerra d'Hivern russo-finlandesa del 1939.
Fou nominat al Premi Pulitzer per la cobertura de l'execució de l'assassí en sèrie francès Henri Désiré Landru ("Barbablau") el 1922.
El seu reportatge sobre la incursió india a les salines de Dharasana (Salt Satyagraha) contribuí al punt d'inflexió de l'opinió mundial vers el domini colonial britànic de l'Índia.
A la seva cigarrera hi tenia autògrafs de Franklin Roosevelt i Eleanor Roosevelt, Mussolini, Hitler, Lloyd George, Gandhi, etc.

## Joventut

Estat de Michigan, EEUU

Webb Miller, de nom Cub Webster Miller , va néixer a Pokagon, Michigan, el 1891. El seu pare, Jacob Miller, era un granger arrendat. Cada dia caminava 5 milles d'anada i tornada per assistir a l'escola primària a Pokagon. Anà a l'escola secundària a Dowagiac, on practicà l'atletisme i el rugbi, i feu de reporter del diari de l'escola. Des de molt aviat decidí fer-se vegetarià.
Durant la joventut, Miller va ser amic del Ring Lardner, que també esdevindria un escriptor destacat. Havent llegit el llibre Walden d'Henry David Thoreau, en va portar una còpia durant la resta de la vida.
Graduat a l'escola secundària, intentà trobar feina com a reporter al South Bend Tribune de South Bend, Indiana, endebades.
Treballar de capità en un vaixell de vapor de passatgers, essent acomiadat després de destrossar el buc, i com a mestre a Walnut Grove, Minnesota.
Havent visitat un bordell, escrigué extensament sobre aquella experiència.

Estació de Chicago

El 1912, se n'anà a Chicago, Illinois, on treballà com a "legman", informant sobre el terreny de les notícies, per telèfon, als periodistes de l'oficina, que ho reescrivien i ho signaven. Fent això, cobrí assassinats, execucions i casos judicials. Durant aquest temps, escurçà el nom a "Webb Miller" per facilitar la signatura.
El 1914, amb 23 anys, fou segrestat per Mark Morton, cofundador de Morton Salt, per intentar entrevistar la seva filla, Helen Morton, a l'asil on aquell l'havia ingressat, després que aquella fugís per casar-se contra la voluntat del pare.

## Carrera periodística
El 1916, Miller començà a treballar com a freelance seguint al general John J. Pershing a Mèxic en l'Expedició Punitiva contra Pancho Villa. Gran caminador des de la infantesa, Miller va ser un dels pocs periodistes capaços de seguir l'expedició de Pershing mentre marxava pel desert mexicà. Els seus informes l'obriren la porta a treballar amb la United Press.

### Primera Guerra Mundial

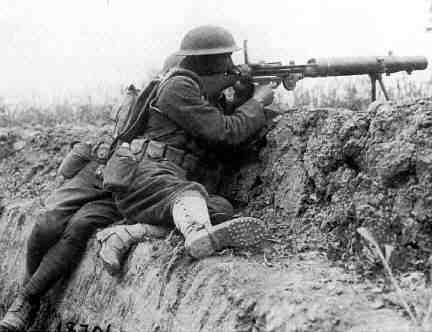
Metralladores a la Primera Guerra mundial

El 1917, UP l'envià a Londres per cobrir la Primera Guerra Mundial. Els seus informes sobre els terrorífics bombardejos foren notícia mundial. Nomenat cap de l'Oficina de Londres per UP, i cobrint els fronts britànic i nord-americà a Europa, Miller presencià i informà sobre la batalla de Château-Thierry, la segona batalla de l'Aisne i l' ofensiva de Mosa-Argonne.
Webb Miller fou el primer periodista nord-americà en informar que s'havia assolit un armistici amb Alemanya. Després d'aquest, Miller cobrí la Conferència de Pau de París, entrevistant Raymond Poincaré, Georges Clemenceau, David Lloyd George i Woodrow Wilson. Mentre informava des de Versalles, Miller va conèixer el llavors periodista italià, Benito Mussolini,  a qui entrevistà el 1932.

### Període d'entreguerres
A finals de 1918, Miller va ser assignat per cobrir les conseqüències de l'Aixecament de Pasqua a Irlanda. Va entrevistar el fundador del Sinn Féin, Arthur Griffith, i l'activista polític Michael Fitzgerald, tots dos amagats.

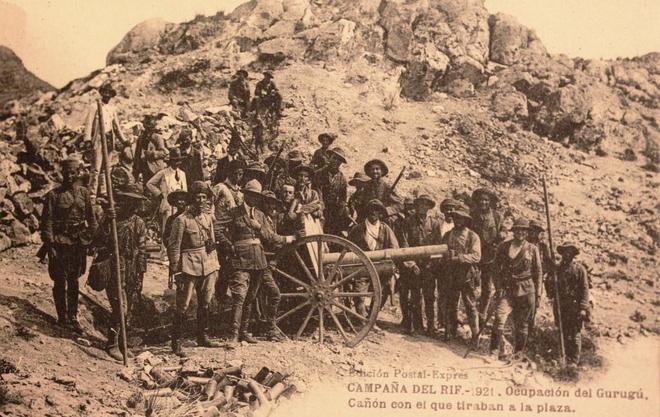
Campanya del Rif

El 1920 va cobrir la guerra del Rif al Marroc. Durant aquest temps, va conèixer i fer amistat amb el dictador Miguel Primo de Rivera.
El 1921, Miller fou nomenat cap de l'oficina de París de la UP, i el 1925 va ser ascendit a cap de l'oficina europea.
El 1922, a França, Miller va veure l'execució pública de Henri Désiré Landru (conegut com "Barbablau") guillotinat per assassinar 10 dones i un nen. El reportatge, amb la seva descripció gràfica de la mort de Landru, aconseguí una nominació al Premi Pulitzer.
Webb Miller fou nominat de nou per al Premi Pulitzer el 1927, aquesta vegada per un informe del Dia de l'Armistici sobre l'estat dels camps de batalla de la Primera Guerra Mundial a França.

#### India

Marxa de la sal

El març de 1930, United Press assignà a Miller viatjar a l'Índia i entrevistar a Mahatma Gandhi, que s'havia embarcat en la Marxa de la sal, una campanya de desobediència civil contra la regla que prohibia als indis fer la seva pròpia sal al seu propi país.
Miller va presenciar l'atac a les salines de Dharasana el 21 de maig de 1930, en què més de 1.300 indis desarmats van ser colpejats severament i es van produir diverses morts. L'article de Miller va ajudar a capgirar l'opinió mundial contra l'ocupació britànica de l'Índia. El mateix Gandhi va dir més tard que Miller "va ajudar a aconseguir" la independència de l'Índia a través del seu informe presencial.

#### Etiopia
Les seves experiències a l'India i l'Orient Mitjà van fer que Miller obtingués una feina per informar sobre la invasió italiana d'Etiòpia el 1935. Una vegada més, va caminar al costat d'un exèrcit que viatjava pel desert, explicant als articles com les sabates i els mitjons es van convertir en draps sagnants mentre marxava.
Miller va informar sobre la "sorprenent eficiència" amb què els italians —armats amb bombarders, tancs, artilleria de camp, gasolina i napalm— van massacrar milers d'indígenes armats només amb llances, fones i alguna pistola ocasional.
Els seus informes, enviats per missatgeria a través del desert fins al telègraf més proper, i després al món, sovint arribaven a Roma abans que ho fessin els informes militars oficials italians. Aquests articles  van ser les úniques notícies que van sorgir de la primera línia al principi de la guerra.
Va ser nominat per al Premi Pulitzer per tercera vegada, en aquest cas per un informe de 44 minuts lliurat per telèfon a l'inici de la guerra.

Acabat el conflicte, Miller va concloure:
"Després d'estudiar la història de la partició d'Àfrica per part de les potències europees vaig sentir que la invasió italiana era de fet ni més ni menys reprovable la sèrie d'agressions i captures de terres no provocades per les quals Anglaterra, França, Bèlgica, Espanya, Portugal i Alemanya havien embrutat tot el continent d'Àfrica, excepte Etiòpia i Libèria, abans de la Guerra Mundial. No semblava haver-hi gaire diferència entre aquestes agressions i les d'Itàlia, excepte que la seva s'havia comès després de la Guerra Mundial, que es presumia que havia acabat amb l'agressió, però no ho havia fet. "Com havia passat a l'Índia i en altres llocs, els meus ideals preconcebuts van ser a contracor recolzats per consideracions menys altes i pràctiques."
Esgotat dels constants viatges i deprimit després de veure tanta sang, Miller tornà als Estats Units en el vol inaugural transatlàntic de l'Hindenburg. Durant aquest període treballà en les seves memòries, publicades amb el títol I Found No Peace, el novembre del 1936.

#### Guerra civil espanyola

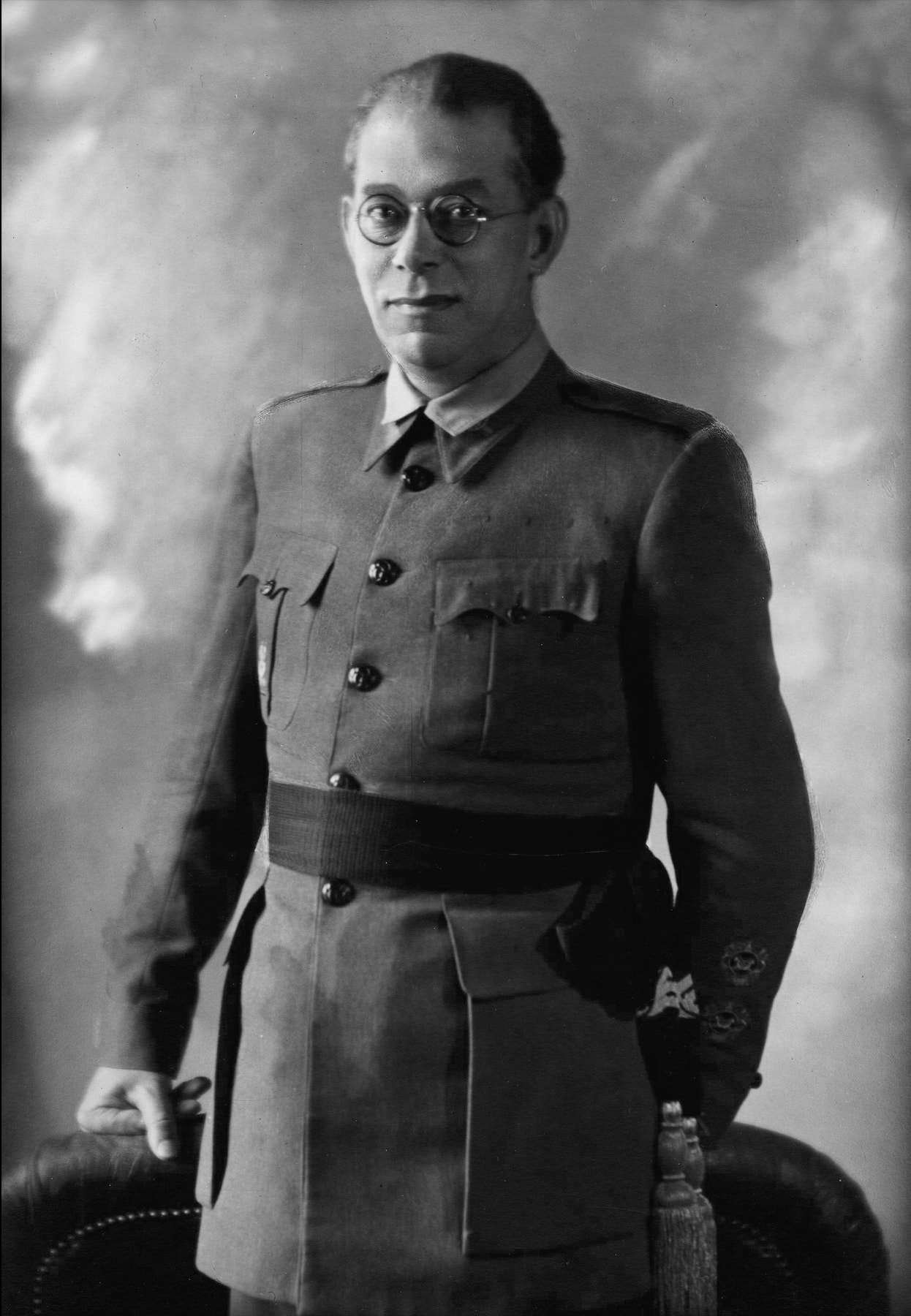
Emilio Mola

El seu èxit a Etiòpia va portar a la UP a assignar-lo per cobrir la Guerra Civil espanyola fins a finals de 1936. Entre altres coses, va veure caure l'Alcàssar de Toledo en la Guerra Civil espanyola. Havent rebut l'encàrrec d'investigar un possible complot contra el general Mola, via telegrama, els censors van interpretar el telegrama com instruccions per assassinar el general. El periodista va estar en perill de ser afusellat, tot i que al final es va resoldre el malentès.

#### Rússia
El 1937 i el 1938, va viatjar a la Unió Soviètica, on va cobrir les purgues estalinistes, enviant de contraban els seus informes fora del país.

## Segona Guerra Mundial

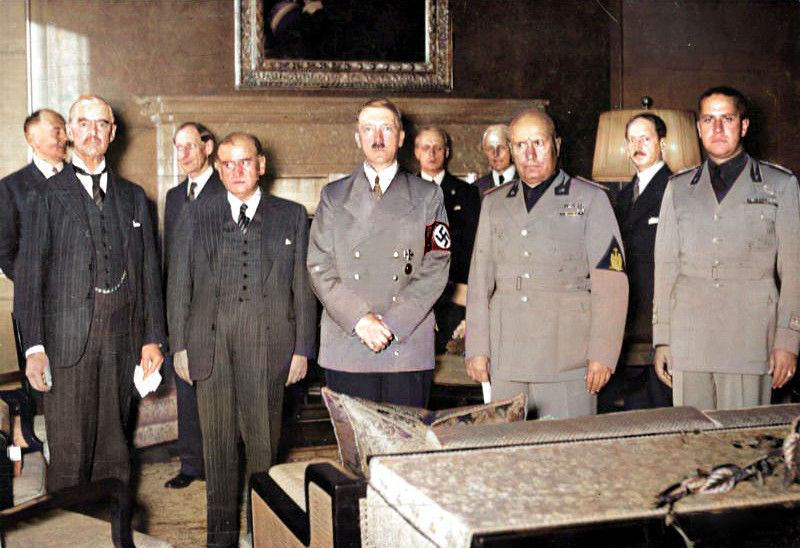
Conferència de Múnic, 1938

Webb Miller va informar sobre molts dels primers esdeveniments clau que van portar a la Segona Guerra Mundial. Va assistir a la Conferència de Múnic, i va entrevistar Adolf Hitler, Neville Chamberlain i Mussolini. Va viatjar a Txecoslovàquia immediatament després, per informar de l'avanç programat de les tropes alemanyes als Sudets. Romanent al país durant els sis mesos següents, va tornar a informar des del front el 12 de març de 1939, quan les tropes alemanyes van ocupar la resta de Txecoslovàquia.
A mesura que augmentaven les tensions entre Alemanya i França, Miller va tornar a París. Durant la Guerra Falsa, es traslladà als Països Baixos i va presentar nombrosos articles. Miller anà immediatament a Finlàndia quan la Unió Soviètica l'envaí, el 30 de novembre de 1939. Va passar la nit de Nadal amb soldats finlandesos al front de la "Guerra d'Hivern".

## Mort al metro de Londres
Cube Webb Miller va morir accidentalment el 7 de maig de 1940, a Londres, mentre viatjava al metro. Els investigadors van concloure que el tren s'havia aturat al túnel i no a una andana. Miller, van dir, va sortir del tren i va caure a les vies, colpejant-se el cap. Tot i que la premsa va proclamar la seva mort "misteriosa" i els amics van dir que el viatger experimentat mai hauria comès un error així, el cas es va tancar i la seva mort es va declarar accidental.

## Impacte cultural
El 1943, el govern dels EUA va anunciar que els vaixells Liberty començarien a rebre el nom de periodistes distingits morts en acció. El primer vaixell Liberty que va rebre el nom d'un corresponsal de guerra va ser el SS Webb Miller. El vaixell va portar soldats nord-americans a les platges de Normandia .
Els estudiosos consideren ara el relat de Miller sobre la mort de Barbablava com un clàssic del periodisme d'actualitat. Sovint, és una lectura obligatòria per als aspirants a periodistes.
Webb Miller també va ser la inspiració per al personatge de Vince Walker a la pel·lícula Gandhi, interpretada per Martin Sheen .

## L'estoig de cigarrets
Quan va conèixer Mohandas Gandhi l'any 1930, Miller portava una cigarrera. Gandhi va acceptar inscriure el seu nom a l'estoig amb la condició que no es tornés a utilitzar mai més per dur cigarrets. Miller va estar d'acord. Miller va portar la cigarrera amb ell durant la resta de la vida.
La majoria dels dignataris i líders mundials que va conèixer durant els següents 10 anys van inscriure els seus noms al cas, inclosos Benito Mussolini, Franklin D. Roosevelt, David Lloyd George, Adolf Hitler i l'escriptor Vicente Blasco Ibáñez .
La cigarrera va ser robada després de la seva mort, i mai va tornar a aparèixer. La majoria dels seus diaris, papers i efectes personals són desats ara al Museum of Southwestern Michigan College .